# Province dell'Etiopia

Le province dell'Etiopia

Le province dell'Etiopia sono state la suddivisione amministrativa di primo livello del Paese africano dal 1942 al 1987, quando, con la nuova costituzione furono apportate alcune modifiche territoriali. I nomi e l'estensione delle province erano in parte basate sugli antichi regni preunitari dell'Etiopia, e anche se esse non sono più in vigore, molte delle denominazioni storiche sopravvivono oggi nei nomi delle Zone dell'Etiopia.

## Province (1942-1987)
Il primo assetto istituzionale stabilito dal decreto imperiale del 1942 prevedeva la creazione di 12 province o governatorati (taklai ghizat):
- Arussi
- Beghemeder
- Caffa
- Gamo Gofa
- Goggiam
- Hararghe
- Ilubabor
- Scioa
- Sidamo
- Tigrè
- Uollega
- Uollo

Nel 1960 fu creata la provincia di Bale per distacco dall'Hararghe, e nel 1962 fu creata la Provincia dell'Eritrea, portando il loro numero a 14.

## Regioni (1987-1995)
La costituzione del 1987 stabilì la creazione di 5 regioni autonome e 25 regioni amministrative  (kifle hager):
- Assab (regione autonoma)
- Dire Dawa (regione autonoma)
- Eritrea (regione autonoma)
- Ogaden (regione autonoma)
- Tigrè (regione autonoma)
- Addis Abeba
- Arussi
- Asosa
- Bale
- Borana
- Caffa
- Gambella
- Gondar meridionale
- Gondar settentrionale
- Goggiam occidentale
- Goggiam orientale
- Hararghe occidentale
- Hararghe orientale
- Ilubabor
- Metekel
- Omo meridionale
- Omo settentrionale
- Scioa settentrionale
- Scioa meridionale
- Scioa occidentale
- Scioa orientale
- Sidamo
- Uollega
- Uollo meridionale
- Uollo settentrionale

## Regioni (dal 1995)
Infine, dal 1995, le regioni (killoch) sono state riorganizzate su base etnica, con la suddivisione tuttora in vigore.